# دوغ هوشكينغ
دوغ هوشكينغ هو لاعب كرة قدم كندية كندي، ولد في 16 أكتوبر 1969 في سارنيا في كندا.